# Adrian Monger
Adrian Calero Monger, avstralski veslač, * 6. december 1932, † 10. julij 2016, Perth, Avstralija.
Monger je za Avstralijo nastopil kot veslač v osmercu, ki je na Poletnih olimpijskih igrah 1956 v Melbournu osvojil bronasto medaljo.  